# Acura TL
Acura TL (Touring Luxury) — автомобиль бизнес-класса, который производился компанией Honda под брендом Acura. Впервые он был представлен в 1995 году, заменив в продаже автомобиль Acura Vigor. Для внутреннего рынка Японии автомобиль выпускался с 1996 года по 2000 год под названием Honda Inspire, а также под названием Honda Saber с 1996 по 2004 год. TL являлся наиболее продаваемой моделью автомобиля Acura, и занимал второе место среди роскошных седанов в США после BMW 3 в 2005 году. Всего было выпущено четыре поколения Acura TL. Четвёртое поколение автомобиля не продавалось в Японии.

## Первое поколение

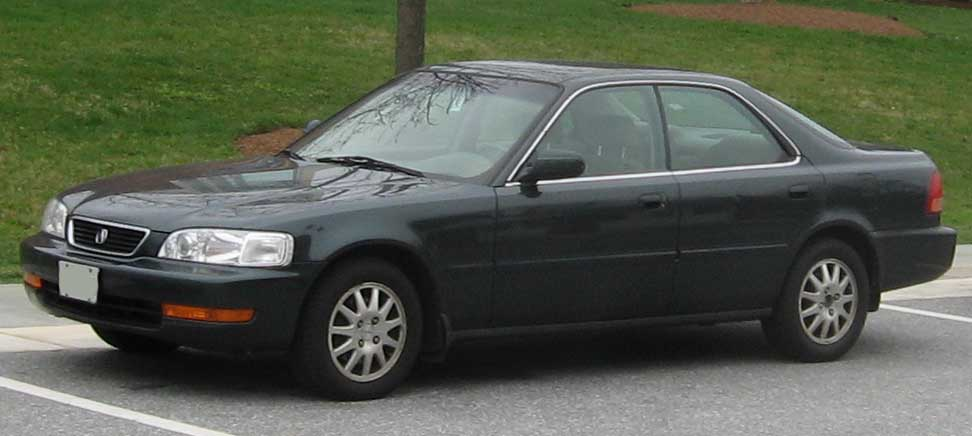
I-е поколение Acura TL

Самый первый Acura TL 1996 года сошёл с конвейера в Саяме (Япония) 28 марта 1995 года. Продажи начались весной 1995 года, но были отложены из-за торгового спора между США и Японией.  
Автомобиль оснащали двумя вариантами двигателя — "спортивным" рядным 5-цилиндровым двигателем Vigor объёмом 2,5 литра и мощностью в 176 л. с. Машина получила возможность разгоняться до 210 км/ч. Передняя и задняя подвески были выполнены в виде независимых пружин. И "люксовым" двигателем SOHC V6 объёмом 3,2 литра мощностью 200 л. с., который установлен в передней-задней или продольной позиции. Такое крепление двигателя предназначалось для обеспечения лучшего распределения веса и уменьшения погружения в нос. Конструкция подвески двигателя позволила получить удлинённый капот для первого поколения TL.   
Стандартная комплектация Acura TL включала двойные подушки безопасности, антиблокировочную систему тормозов, автоматический климат-контроль, аудиосистему с кассетным/CD-плеером, электрические стеклоподъёмники и замки. Салон люксовой версии отличался от спортивной кожаной обивкой. Премиум пакет включает подогрев передних сидений, сиденье переднего пассажира с электроприводом в четырёх направлениях, люк с электроприводом и обогреваемые боковые зеркала. 
В 1997 году Acura добавила люк в качестве стандартной опции для всех моделей TL и новые литые диски для 2,5TL.
В 1998 году автомобиль получил незначительные изменения. 1998 год был последним годом выпуска TL в Японии, поскольку модель была переработана для производства в США.

## Второе поколение

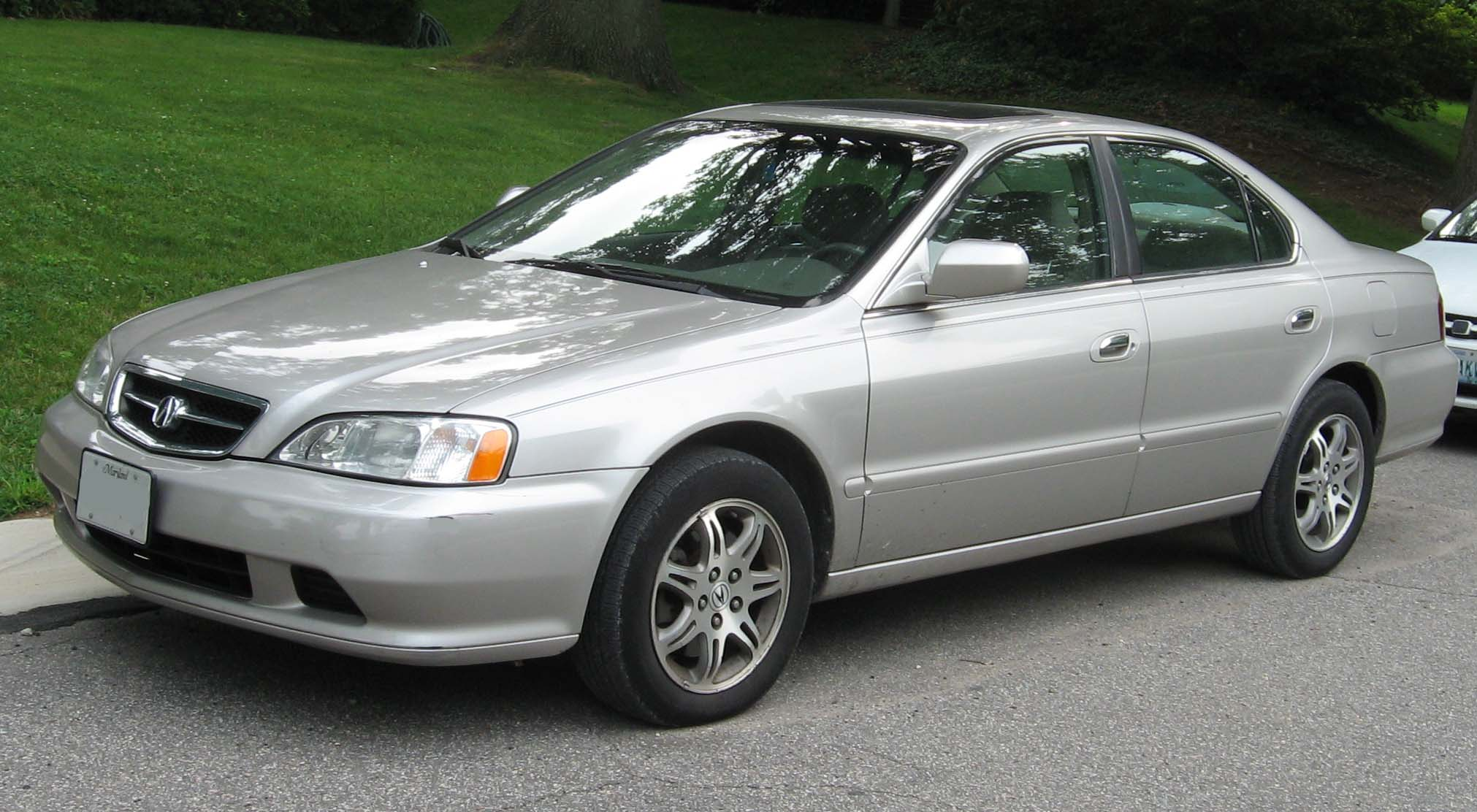
II-е поколение Acura TL

Acura TL второго поколения был выпущен в 1998 году на платформе Honda Accord на американском рынке. Модель собиралась на заводе Мэрисвилле, штат Огайо. Версия 2,5TL больше не выпускалась.  
Переработан дизайн автомобиля, а стандартная комплектация состояла из боковых подушек безопасности, подогрева и регулировки сидений, кожаного салона, системы курсовой устойчивости, АБС, а также антипробуксовочной системы TCS. Спутниковая навигационная система с цветным LCD монитором устанавливалась по заказу.  
В 2000 году автомобиль стали оснащать 5-ступенчатой автоматической коробкой SportShift, позволяющей переключать передачи "вручную", вместо 4-ступенчатой. В автоматическом режиме коробка приспосабливается к темпу и стилю езды водителя. При этом 3,2-литровый двигатель прибавил в мощности до 225 л. с. 
В 2001 году была переработана вставка подстаканника, которой не было в 2000 году.  
В 2002 году TL получил небольшой переделанный дизайн с обновлённой передней панелью, перепроектированными задними фонарями, а также несколькими другими функциями. Противотуманные фары являются стандартной опцией. 
В 2003 году система связи OnStar была добавлена в список функций для моделей с дополнительной навигационной системой. 

## Третье поколение

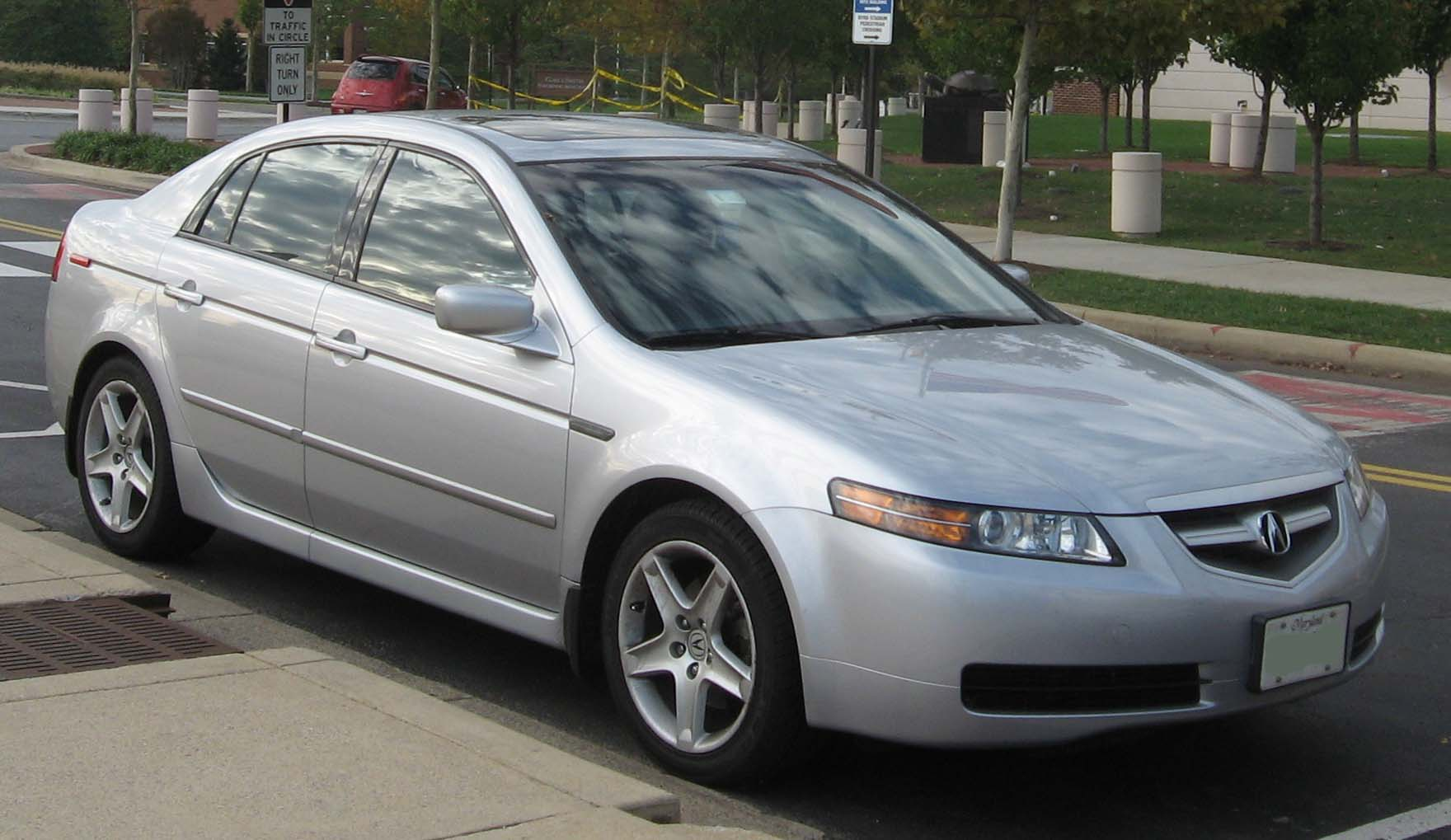
III-е поколение Acura TL

Первый автомобиль третьего поколения TL сошёл с конвейера 30 сентября 2003 года. Начиная с этого поколения, модель не продавалась в Японии. 
В 2004 году на TL устанавливали 24-клапанный 3,2-литровый двигатель SOHC VTEC V6 развивающий 270 л. с., добавлена механическая 6-ступенчатая коробка передач. Модели с механической коробкой передач имели 4-поршневые передние тормозные суппорты Brembo, дифференциал повышенного трения Torsen, жесткие стабилизаторы поперечной устойчивости спереди и сзади.  
С марта 2004 года Honda предлагала для модели TL пакет под названием A-SPEC, который включал подвеску, настроенную Макото Тамамура, а также спойлер, рулевое колесо, значок "A-SPEC" на задней панели и 18-дюймовые колеса. 
TL включал в себя 6-дисковую систему DVD-Audio и Bluetooth HandsFree Link, интегрированную с аудиосистемой. Разработанная Alpine система навигации может принимать голосовые команды, такие как «найти ближайший полицейский участок» или «идти домой». Навигационная система оснащена 8-дюймовым сенсорным ЖК-дисплеем, который позволяет просматривать дорогу впереди. Acura TL стал самым продаваемым седаном в 2004 году. Было продано более 79 000 автомобилей.  
В 2005 году автомобиль обладает мощной трансмиссией и оснащён дроссельной заслонкой. TL получил возможность отключения подушки безопасности пассажира и несколько других незначительных изменений.  
В 2006 году TL получил систему контроля давления в шинах, а мощность двигателя V6 была понижена до 258 л. с..   

## Четвёртое поколение
Первый автомобиль четвёртого поколения сошёл с конвейера 23 сентября 2008 года. 
Базовый TL имеет передний привод и 3,5-литровый двигатель V6, который развивает 280 л. с. (210 кВт) и 344 Нм крутящего момента. 

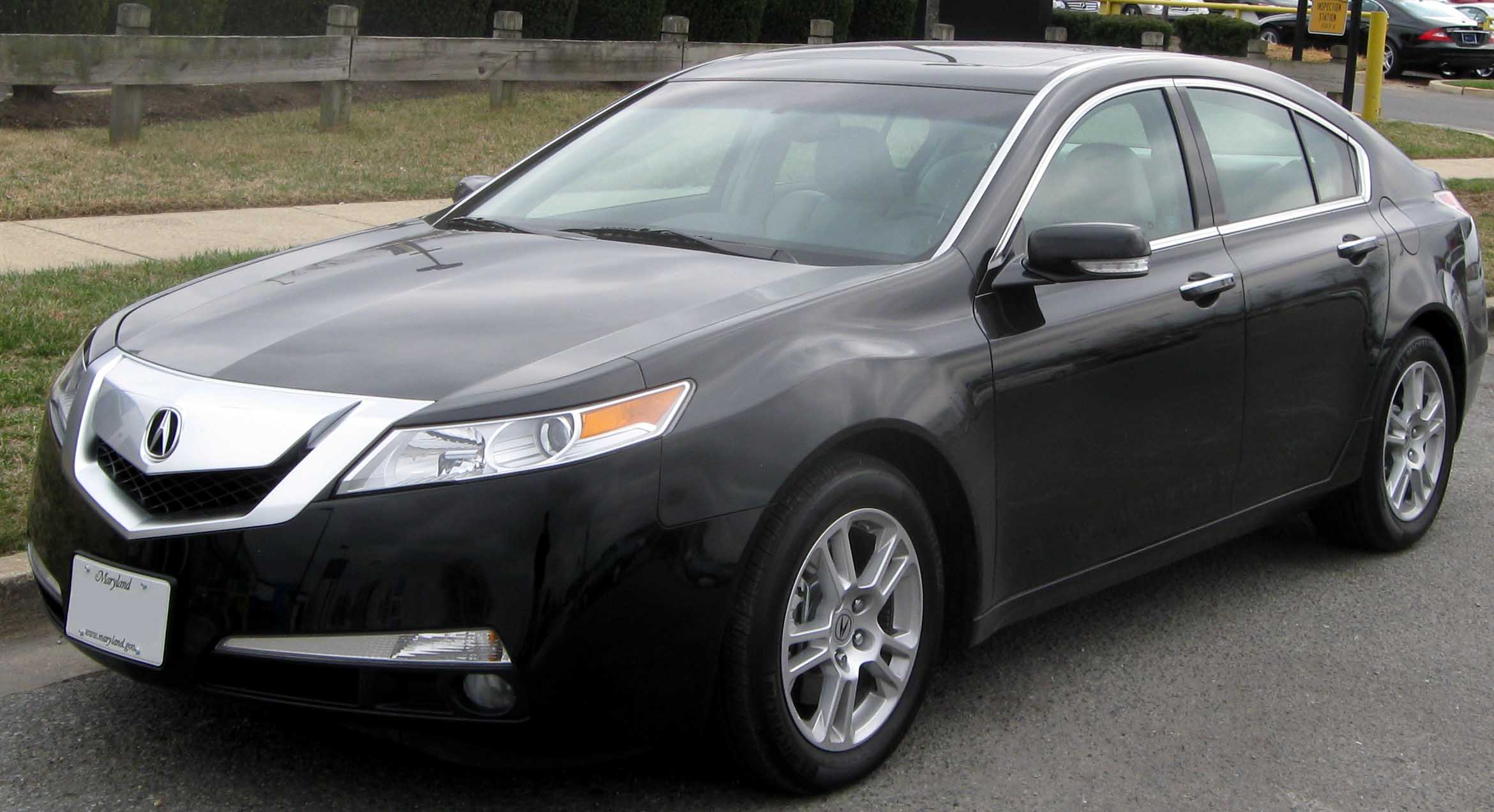
IV-е поколение Acura TL

## Безопасность
В январе 2014 года американский Страховой институт дорожной безопасности (IIHS) признал автомобиль самым безопасным в категории Top Safety Pick.
По результатам этих же тестов другие модели Honda и Acura также заняли лидирующие позиции.